# Medmassa nitida
Medmassa nitida là một loài nhện trong họ Corinnidae.
Loài này thuộc chi Medmassa. Medmassa nitida được George Newbold Lawrence miêu tả năm 1937.